# 작은멧박쥐
작은멧박쥐(Nyctalus noctula)는 애기박쥐과 멧박쥐속에 속하는 박쥐이다. 아시아, 유럽, 북아메리카에 흔히 서식한다.

## 같이 보기
- 한국의 포유동물